# Cornelis Van Niel
Cornelis Bernardus (Kees) van Niel (Haarlem, 4 de novembre de 1897 – Carmel-by-the-Sea, 10 de març de 1985) va ser un científic neerlandès nacionalitzat als Estats Units en el camp de la microbiologia. Va fer descobriments en química i fotosíntesi.
El 1923 va passar a ser ajudant d'Albert Jan Kluyver, qui inicià el camp de la bioquímica comparada. El 1928, després de doctorar-se anà als Estats Units a la Hopkins Marine Station de la Universitat Stanford.
Estudiant els bacteris de sofre porpres i els bacteris de sofre verds va ser el primer a demostrar que la fotosíntesi és una reacció reacció redox depenent de la llum en la qual l'hidrogen d'un compost oxidable redueix el diòxid de carboni a materials cel·lulars. Expressat com: 
2 H₂A + CO₂ → 2A + CH₂O + H₂O
Signatura abreujada com a botànic: C.B.Niel